# Choresmier (Volk)
Die Choresmier (DIN 31635 Ḫwārazmier) waren ein iranisches Volk, das die entlegene Großoase Choresm (Choresmien) am Unterlauf und der Mündung des Amudarja in den Aralsee im westlichen Zentralasien bewohnte. Im Mittelalter wurde es zunächst islamisch und dann – seinen iranischen Charakter verlierend – nach und nach türkisiert, bis es schließlich als eigenständige Ethnie völlig absorbiert war.

## Kultur

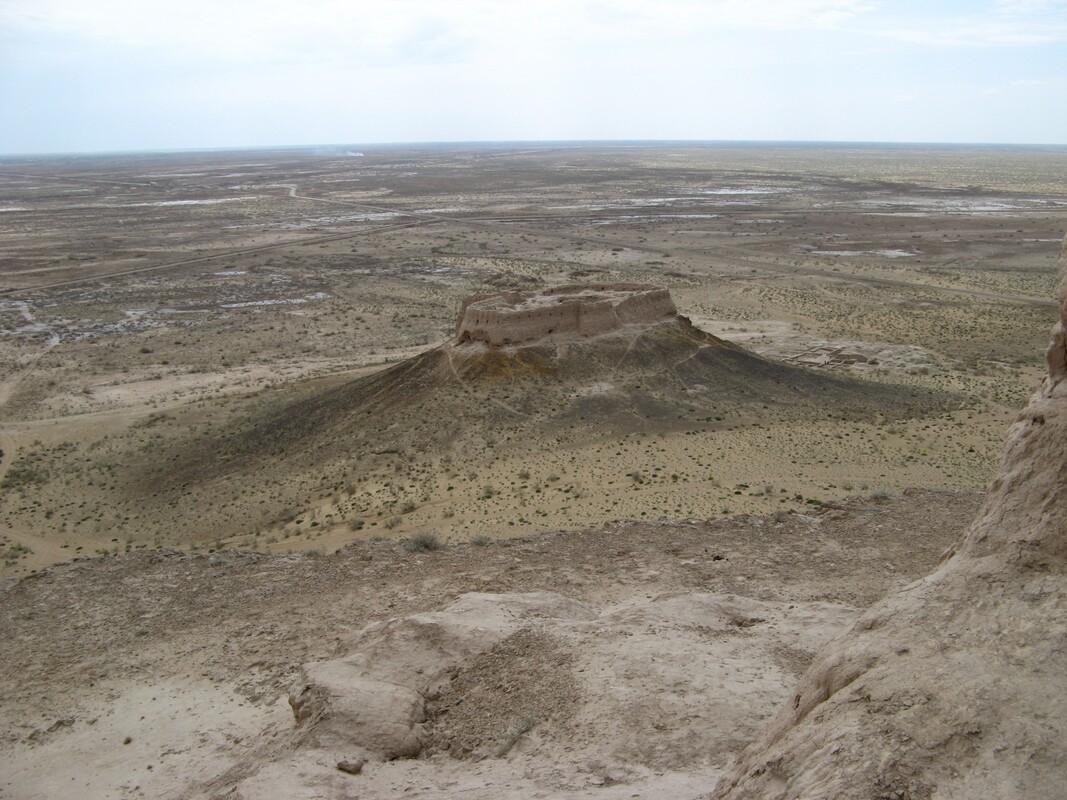
Eine typische Festungsanlage der Afrighidenzeit: Ayaz-Qala

Die Einwohner Choresms, welche eine intensive Bewässerungslandwirtschaft betrieben, zum Schutz vor benachbarten Nomadenstämmen große Festungsanlagen errichteten und für ihre weitreichenden Handelskontakte bekannt waren, verfügten schon früh über eine eigenständige und hochentwickelte Kultur, deren Erforschung bislang aber noch am Anfang steht.
Sie waren ursprünglich und zum Teil noch bis ins 11. Jahrhundert Zoroastrier (die choresmischen Könige traten im 9. Jh. zum Islam über) und sprachen bis ins 14. Jahrhundert eine eigene, mit dem Sogdischen und Parthischen verwandte, ostiranische Sprache, die ungefähr vom vierten vorchristlichen Jahrhundert an bis zur Einführung des (leicht modifizierten) arabischen Alphabets (im 8. Jahrhundert) mit einer eigenen, dem aramäischen Alphabet entlehnten Schrift geschrieben und letztlich vom Türkischen gänzlich verdrängt wurde (siehe auch: Choresmische Sprache).

## Geschichte
Siehe hierzu vor allem: Choresmien und Choresmien in der Antike
Die bereits von Herodot (Historien, III 93 und 117, VII 87) sowie in altpersischen Quellen erwähnten und während ihrer langen Geschichte meist weitgehend unabhängigen Choresmier wurden traditionell von einem obersten Herrscher mit dem Titel „Choresm-Schah“ regiert. Ursprünglich handelte es sich bei diesen Schahs um einheimische Könige, doch änderte sich dies im Jahre 1017, als Sultan Mahmud von Ghazna die (995 auf die Afrighiden gefolgte) Dynastie der Mamuniden und damit die letzten Choresm-Schahs choresmischen (also iranischen) Ursprungs stürzte und das Land am Südufer des Aralsees einem türkischen Militärsklaven unterstellte. Seitdem wurden die Choresmier fast nur von türkischstämmigen (oder mongolischen) Dynastien regiert, von denen zwei (die der Altuntaschiden und Anuschteginiden) weiterhin den alten Titel eines Choresm-Schahs führten.

Diese (im 11. Jh.) ebenfalls in anderen Regionen wie Transoxanien zu beobachtende, mit dem Verschwinden einheimischer, iranischer Dynastien verbundene Machtübernahme türkischstämmiger Herrscher begünstigte die ethnische und linguistische Türkisierung des Landes, welches als steppennaher „Vor- und Grenzposten“ des iranischen Kulturraumes ohnehin schon immer von zentralasiatischen Nomadenstämmen bedrängt wurde. Die sich mehr und mehr mit zugewanderten (oder als Soldaten importierten) Türken vermischenden Choresmier konnten sich aber anscheinend auch mit türkischstämmigen Schahs bestens arrangieren. Es muss betont werden, dass der im Großen und Ganzen friedliche Prozess der Türkisierung keineswegs mit einem materiellen oder kulturellen Verfall einherging.

## Berühmte Choresmier
- Muhammad b. Musa al-Chwarizmi (Mathematiker, Astronom und Geograph)
- Abu Bakr Muhammad b. al-Abbas al-Chwarizmi (Poet)
- al-Bīrūnī (Universalgelehrter)
- Abu Abd Allah Muhammad ibn Ahmad al-Chwarizmi (Schriftsteller und Beamter), Verfasser von „Die Schlüssel der Wissenschaften“
- Abu l-Kasim Mahmud b. Umar as-Samachschari (Philologe und Theologe)
- Nadschm ad-Din Kubra (Sufi-Scheich)